# Laranjeiras metróállomás
A Laranjeiras metróállomás a lisszaboni metró kék metróvonalán, közel a Palma de Baixo negyedhez.

## Története
Az állomás 1988. október 14-én nyílt meg, a Colégio Militar és az Alto dos Moinhos állomásokkal egy időben. Az Estrada das Laranjeiras-on található, amelyről nevét kapta.

## Jellemzői
Az állomás építészeti terveit António J. Mendes, míg a dekorációt Rolando Sá Nogueira festőművész készítette, Fernando Conduto szobrásszal együtt.

## Fordítás
Ez a szócikk részben vagy egészben  az   Estação Laranjeiras című portugál Wikipédia-szócikk ezen változatának fordításán alapul.  Az eredeti cikk szerkesztőit annak laptörténete sorolja fel. Ez a jelzés csupán a megfogalmazás eredetét és a szerzői jogokat jelzi, nem szolgál a cikkben szereplő információk forrásmegjelöléseként.